# 堪察加蛇綿鳚
堪察加蛇綿鳚，為輻鰭魚綱鱸形目绵鳚亞目绵鳚科的其中一種，分布於北太平洋區，從白令海至美國加利福尼亞州海域，屬深海底棲性魚類，棲息深度在水深200至2100公尺，體長可達14.5公分。

## 扩展阅读
維基物種上的相關：堪察加蛇綿鳚